# Edlandsvatnet
Edlandsvatnet er en sø ved byen Ålgård i den vestlige del af Gjesdal kommune i Rogaland fylke i Norge. Søen er forbundet med Limavatnet med et lille sund på nordsiden, hvor E39 krydser ved Vaula bru. Edlandsvatnet har også tilløb fra Klugsvatnet og Langavatnet i sydøst. Afløbet er via elven Figgjo mod nordvest til havet.
Edlandsvatnet er en moderat næringsrig sø uden udprægede eutrofieringsproblemer. Udvaskninger fra landbruget og naturlig baggrundsudvaskning er de to vigtigste kilder til næringsstoftilførsler, men disse antages at være godt under tålegrænsen for søen.
Det er godt ørredfiskeri i søen.

## Eksterne kilder og henvisninger
1. ↑  Norges vassdrags- og energidirektorat NVE
2. ↑  Fylkesmannen i Rogaland, miljøstatus Edlandsvatnet (Webside ikke længere tilgængelig)
3. ↑  Hooked.no